# Tabula rasa
Tabula rasa, вимовляється, а часом і пишеться українською та́буля ра́са (лат. tabula rasa — «вискоблена (чиста) дошка») — латинський вислів, який використовується на означення явища, що виникає на «пустому місці», не є продовженням якоїсь традиції та формується лише під впливом зовнішніх впливів та власної природи. Тож зараз, коли говорять про щось «tabula rasa», то підкреслюють той факт, що об'єкт в певній сфері не має зв'язків з минулим і може розвиватися в будь-якому напрямку.
Вислів походить від вощених дощечок, якими користувалися для письма давні греки та римляни. Написане на них легко стиралося. Вислів «зробити з чогось tabula rasa» означає звести нанівець, перекреслити щось. Термін «табуля раса» вживається також щодо дитини як об'єкта виховання, щодо людського розуму, свідомості, душі, тобто, як чистий листок, на якому можна вміщувати знання та враження від зовнішнього світу. Цим висловом послуговувався Арістотель («Проблемата»), Дж. Лок («Дослід про людський розум») та інші.